# All I've Got to Do
All I've Got to Do è un brano dei Beatles, scritto da John Lennon ma accreditato per convenzione al duo Lennon-McCartney, comparso nell'album With the Beatles in Europa e nell'album Meet the Beatles! in America.

## Il brano
L'autore, John Lennon, si è dichiarato ispirato nella parte vocale di questa canzone da Smokey Robinson; il testo e l'accordo di apertura ricordano la canzone dei Miracles You Can Depend On Me.
Il brano venne registrato l'11 settembre 1963, lo stesso giorno di Don't Bother Me, I Wanna Be Your Man e Little Child. I Beatles hanno avuto difficoltà ad eseguirla: non era mai stata provata su un palco (ciò non accadrà nemmeno dopo la pubblicazione) e gli altri tre Beatles l'avevano conosciuta in studio, quando, come ricorda McCartney, Lennon la suonò di fronte a loro. Registrarono 14 nastri del brano, dei quali solo sei erano completi. Dopo una sovraincisione, considerata come quindicesimo nastro, la registrazione era finita.

## Formazione
- John Lennon: voce, chitarra ritmica
- Paul McCartney: cori, basso elettrico
- George Harrison: cori, chitarra solista
- Ringo Starr: batteria[2]

## Cover
nel 1964 i Merseyboys ne realizzarono una loro versione.